# Amelia Shepherd
Amelia Frances Shepherd – fikcyjna postać amerykańskiego serialu medycznego Grey’s Anatomy: Chirurdzy oraz jego spin-offu, Prywatna Praktyka stacji ABC. Postać grana przez Caterinę Scorsone. Po raz pierwszy Amelia pojawiła się w 19 odcinku trzeciego sezonu Prywatnej Praktyki, stając się partnerem w Oceanside Wellness Group, a następnie jedną z głównych postaci serialu, w którym występowała aż do jego zakończenia.
Pojawiła się jako gość specjalny w 3 odcinku siódmego sezonu Chirurgów, aby odwiedzić swojego brata, Dereka Shepherda, a także w 15 odcinku ósmego sezonu. Po zakończeniu Prywatnej Praktyki powróciła pod koniec sezonu dziesiątego w roli drugoplanowej, a następnie awansowała do obsady głównej.
Gościnnie wystąpiła również w drugim spin-offie, Jednostka 19.

## Historia postaci
Amelia jest najmłodszą siostrą Dereka Shepherda i tak jak on jest neurochirurgiem. Studiowała na Uniwersytecie w Harvardzie i skończyła rezydenturę w szpitalu Hopkins. Jej matka, Carolyn była pielęgniarką, a ojciec był właścicielem sklepu. Kiedy miała kilka lat, jej ojciec został postrzelony przez dwóch złodziei, którzy chcieli zabrać jego zegarek. Amelia wraz z Derekiem ukryli się w tylnej części sklepu będąc świadkami tej sceny. W młodości Amelia popadła w uzależnienie od leków i alkoholu. Pod wpływem tych substancji spowodowała wypadek samochodowy, w wyniku którego zniszczyła auto brata. Kiedy wróciła do domu przedawkowała i była martwa przez 3 minuty, lecz Derek uratował jej życie.

### Prywatna Praktyka
Amelia pojawia się w trzecim sezonie Prywatnej Praktyki, gdy jej szefowa zostaje wezwana na konsultację neurologiczną u pacjenta w śpiączce. Obmyśla plan, który nie zostaje zatwierdzony przez jej szefową. Mimo to postanawia go zrealizować i wybudzić pacjenta ze śpiączki, przez co zostaje zwolniona. Amelia postanawia zostać w Los Angeles. Zatrzymuje się u Addison Montgomery – byłej żony Dereka, z którą się przyjaźni. Wkrótce Amelia dowiaduje się o strzelaninie w Seattle Grace Hospital i za namową Addison odwiedza brata. Podczas lotu poznaje chłopaka z guzem mózgu. Prosi Dereka o pomoc w jego zoperowaniu. Pomimo niechęci brata do Amelii i jej pomysłu, operacja kończy się powodzeniem. Amelia podczas pobytu w Seattle ponownie spotyka Marka Sloana i wdaje się z nim w romans. Po powrocie do Los Angeles prosi właścicielkę Oceanside Wellness – Naomi Benett, o zatrudnienie w praktyce.
W czwartym sezonie Amelia zostaje neurochirurgiem w Oceanside Wellness. Zaprzyjaźnia się z Charlotte King, której po tym, jak zostaje zaatakowana i zgwałcona, zwierza się o swoim uzależnieniu z młodości. Charlotte oferuje Amelii wspólne chodzenie na spotkania AA. Wkrótce Amelia zostaje druhną na ślubie Charlotte i jej narzeczonego – Coopera. Podczas wesela przypadkowo dostaje szampana – wypluwa go, jednak rodzi to pokusę wypicia alkoholu. Pomimo rad Charlotte, Amelia znowu zaczyna pić i wraca do nałogu. Wkrótce Charlotte dowiaduje się, iż Amelia operowała pod wpływem alkoholu, przez co zabrania jej wykonywania operacji.
W piątym sezonie Amelia chodzi na imprezy i nadużywa alkoholu. Podczas jednej z imprez spada z baru i kaleczy się. Pomaga jej Sheldon, który przywozi ją do szpitala i opatruje ranę. Oboje dowiadują się o tym, że jeden z ich kolegów – Pete miał zawał i potrzebuje operacji. Amelia będąc jeszcze pod wpływem alkoholu, pomimo zakazów Charlotte, podejmuje się operacji mózgu u Pete'a. Operacja kończy się pomyślnie, lecz Charlotte zawiesza Amelii uprawnienia. Amelia wraca na spotkania AA, a Charlotte zaczyna ją kontrolować, badając codziennie przed pracą alkomatem. Wkrótce z Włoch wraca przyjaciółka Amelii – Michelle, która cierpi na chorobę Huntingtona. Ponieważ jej nieuleczalna choroba postępuje prosi Amelię o pomoc w samobójstwie, przypominając, że kiedyś Amelia obiecała skrócić jej cierpienia, gdy nadejdzie na to czas. Pomimo protestów Pete'a i Sheldona, Amelia postanawia pomóc Michelle. Podaje jej zastrzyk z benzodiazepiny, lecz u Michelle występuje reakcja niepożądana. Przestraszona dziewczyna każe Amelii przestać. Następnie trafia do szpitala, gdzie zostaje uratowana. Amelia proponuje Michelle by zamieszkały razem. Michelle się zgadza, jednak tej samej nocy Amelia znajduje ją martwą w swoim domu. Wzywa policję, po czym sama zażywa trzy tabletki oksykodonu popijając je winem.
Po śmierci przyjaciółki Amelia poznaje Ryana, który jest narkomanem. Wspólnie zażywają oksykodon, a gdy brakuje im tabletek, Amelia zaczyna wypisywać na nie recepty. Amelia przestaje odpowiadać na wezwania z pracy. Wkrótce Charlotte odkrywa, że Amelia zażywa pigułki. Próbuje z nią o tym rozmawiać, lecz ta zwalnia się z pracy. Kłóci się także z Addison w wyniku czego przeprowadza się do hotelu. Tam Amelia przyjmuje oświadczyny Ryana i daje mu zegarek jej ojca. Po pewnym czasie, gdy brakuje jej recept wraca do szpitala po więcej, lecz zostaje przyłapana przez Charlotte. Pomimo iż jej przyjaciele z pracy wykazują troskę o nią, Amelia nie chce przyjąć od nich pomocy. Addison i pozostali pracownicy Seaside Wellness postanawiają interweniować. Zapraszają Amelię do praktyki i próbują przekonać do udania się na odwyk. Amelia jest zła i bardzo agresywna, lecz ostatecznie po obietnicy dostania więcej oksykodonu zgadza się wysłuchać przyjaciół. Kiedy prawie udaje im się przekonać Amelię, do kliniki przyjeżdża Ryan. Amelia wraz z nim jedzie do hotelu, gdzie zażywają pigułki. Wspólnie ustalają, że będzie to ich ostatni raz, po czym udadzą się na odwyk. Jednak rano, kiedy Amelia się budzi okazuje się, że Ryan zmarł w wyniku przedawkowania. Po przyjeździe policji, Amelia decyduje się na odwyk. Z pomocą przyjaciół, zwłaszcza Sheldona walczy z nałogiem. Kilka tygodni później Amelia dowiaduje się, że jest w ciąży. Jednak dziecko, które ma urodzić ma wadę wrodzoną – bezmózgowie. Mimo tego, Amelia decyduje się kontynuować ciążę, a po narodzinach dziecka przekazuje jego organy do przeszczepu.
W szóstym sezonie Amelia obchodzi pierwszy rok trzeźwości. Poznaje Jamesa, nowego lekarza w Seaside Wellness. Wkrótce zaczynają się spotykać. W finale sezonu, na ślubie Addison i Jake'a, Amelia i James są parą.

### Chirurdzy
Amelia po raz pierwszy pojawia się w Chirurgach w 3 odcinku siódmej serii zatytułowanym Superfreak, kiedy to przyjeżdża do swojego brata, Dereka, aby prosić go o zoperowanie jej znajomego. Następnie Amelia pojawia się w 15 odcinku ósmej serii (Have You Seen Me Lately?). Przyjeżdża do Seattle, aby wraz z Derekiem uratować życie Erice, pacjentce z Oceanside Wellness (wątek jest również przedstawiony w Prywatnej Praktyce).
W odcinku 21 sezonu dziesiątego Amelia przyjeżdża do Seattle i zostaje tam na stałe.
Po zaręczynach z Jamesem, Amelia przyjeżdża w odwiedziny do Dereka i jego żony Meredith. Zamieszkuje z nimi i opiekuje się ich dziećmi. Wkrótce okazuje się, że Amelia nie chce wracać do Los Angeles, bo nie jest gotowa na wspólne życie z Jamesem. Postanawia więc zostać w Seattle. Podejmuje pracę w Grey Sloan Memorial Hospital jako neurochirurg, a gdy Derek wyjeżdża do Waszyngtonu zostaje szefem neurochirurgii. W międzyczasie Amelia uczęszcza na spotkania AA. Tam dowiaduje się o sekrecie Richarda, lecz obiecuje nie zdradzać jego tajemnicy. Po powrocie Dereka, który tęsknił za rodziną i postanowił wrócić do Seattle, Amelia nadal pozostaje szefem neurochirurgii, choć Derek, uważa, że jest lepszym, bardziej doświadczonym chirurgiem niż siostra i to on powinien objąć z powrotem to stanowisko. To powoduje kłótnie między rodzeństwem. Kiedy w szpitalu pojawia się kobieta, która rozpoznaje Amelię ze spotkań AA, wyjawia jej przeszłość i żąda, aby nie leczyła jej rodziny. Derek nie staje po stronie siostry, a nawet proponuje szefowi, Owenowi Huntowi, by ją odsunąć. Amelia postanawia wyjechać, gdyż nie może wybaczyć tego Derekowi. Ten przeprasza ją i rodzeństwo się godzi.
Kiedy Amelia dowiaduje się o guzie mózgu dr Herman postanawia podjąć się operacji. Ta początkowo nie chce pomocy, gdyż pogodziła się z tym, że zostało jej parę miesięcy życia, jednak ostatecznie zgadza się. Operacja kończy się powodzeniem, choć pacjentka traci wzrok. Amelia zaczyna spotykać się z Owenem Huntem. Ich relacja od początku jest skomplikowana. Amelia ma obawy przed tym związkiem, dlatego początkowo zrywa z Owenem. Kiedy dowiaduje się o śmierci Dereka, ma żal do Meredith, która musiała podjąć decyzję o odłączeniu go od aparatury. To rodzi konflikt między Amelią i Meredith. Po odsłuchaniu ostatniej przed śmiercią wiadomości od Dereka, Amelia postanawia wybaczyć Meredith. W finale jedenastego sezonu Meredith sprzedaje dom, w którym mieszkała z Derekiem i przeprowadza się do domu swojej matki. Zamieszkuje tam razem ze swoją siostrą Maggie oraz Amelią.
Po zaręczynach Amelii i Owena, para wspólnie planuje ślub. Amelia ma jednak obawy, związane z jej przeszłością, które pojawiają się nawet w dniu ślubu. Powoduje to, że Amelia myśli o ucieczce sprzed ołtarza. Ostatecznie, w finale dwunastego sezonu Amelia i Owen biorą ślub i zamieszkują razem w jego domu. Niedługo potem Amelia dowiaduje się, że może być w ciąży. To powoduje, że pojawiają się obawy związane z poprzednią ciążą. Małżonkom coraz trudniej się dogadać, dlatego Amelia wyprowadza się. W pracy przez długi czas unika męża. W finale trzynastego sezonu, kiedy Owen dowiaduje się, że jego uznana za zmarłą siostra, Megan żyje, Amelia wspiera go. Sama odkrywa, że ma guza mózgu. Sprowadza więc do szpitala swojego znajomego neurochirurga, dr Thomasa Koracicka i poddaje się operacji. Po pewnym czasie oboje z Owenem decydują się na rozstanie.
Pod koniec czternastego sezonu Owen stara się o adopcję sześciomiesięcznego chłopca, Leo. Wkrótce wraz z Amelią poznają jego matkę, nastoletnią uzależnioną o imieniu Betty. Amelia zaczyna opiekować się dziewczyną, dzięki czemu na nowo zbliża się do Owena. Do Seattle przyjeżdżają Dickinsonowie, rodzice Betty, którzy nie widzieli córki od wielu miesięcy. W rozmowie z Amelią na jaw wychodzi, że nie mieli pojęcia, że spodziewa się dziecka, i że tak naprawdę nazywa się Britney. Hunt ostatecznie adoptuje Leo, a Betty wraca z rodzicami do domu, by tam poczuć stabilizację.
Amelia odsuwa się od Owena, kiedy dowiaduje się, że Teddy Altman jest z nim w ciąży, ale bardzo im kibicuje. W piętnastym sezonie zaczyna sypiać z nowym szefem ortopedii, Atticusem „Linkiem” Lincolnem. Dzięki Carinie DeLuce szybko odkrywa, że jest z nim w ciąży. Wyraża niepewność co do ujawnienia wyników testów na ojcostwo dziecka, ponieważ istnieje możliwość, że ojcem jest Owen. Link deklaruje jednak, że ją kocha i pragnie, i że kocha to dziecko, niezależnie czy jest ojcem, co ją uspokaja. Z pomocą dr Bailey urodziła ich syna w finale szesnastego sezonu.